# Huaquillas
Huaquillas [wa'ki.ʝas] ist eine Stadt in der Provinz El Oro von Ecuador. Sie ist Sitz des Kantons Huaquillas. Sie ist die viertbevölkerungsreichste Stadt in der Provinz El Oro, liegt südlich der Küstenregion Ecuadors und hat ein tropisches feuchtes Regenklima. Huaquillas befindet sich an der Grenze zu Peru. Eine internationale Brücke, die über den Río Zarumilla führt, verbindet es mit der peruanischen Stadt Aguas Verdes. Beide Städte haben einen intensiven kommerziellen Austausch und viele formelle wie auch informelle Straßenverkäufer, die Waren verkaufen.

## Demografie
Im administrativen Stadtgebiet von Huaquillas leben 47.706 Einwohner. Die Bevölkerung bestand 2010 zu 82,4 % aus Mestizen, zu 7,0 % aus Weißen, zu 0,5 % aus Indigenen, zu 6,4 % aus Afroecuadorianern, zu 3,5 % aus Montubio und zu 0,2 % aus sonstigen Ethnien. Die Alphabetisierungsrate lag bei 95,8 % der Bevölkerung.
| Zensusjahr | Einwohnerzahl |
| ---------- | ------------- |
| 1982       | 20.117        |
| 1990       | 27.368        |
| 2001       | 40.183        |
| 2010       | 47.706        |

## Parroquias urbanas
Huaquillas ist in fünf Parroquias urbanas gegliedert:

### Ecuador
Die Parroquia Ecuador (⊙) liegt zentral im Stadtgebiet von Huaquillas. Sie besitzt eine Fläche von 221,7 ha. Begrenzt wird das Areal im Norden von der Vía La Huada, im Süden von Las Ladrilleras, im Osten von den Calles Juan León Mera und Los Shiris sowie im Westen von der Calle Piñas. Das Verwaltungsgebiet umfasst folgende Ciudadelas: Las Mercedes, Las Amazonas, Los Israelitas, Martha Bucaram, Jose Mayón, 18 de Noviembre und Ecuador.

### El Paraíso
Die Parroquia El Paraíso (⊙) befindet sich westzentral im Stadtgebiet. Sie besitzt eine Fläche von 94,4 ha. Begrenzt wird die Parroquia im Norden von der Vía La Huada, im Süden von Las Ladrilleras, im Osten von der Calle Piñas sowie im Westen von den Calles Guayas und 9 de Octubre. Zur Parroquia El Paraíso gehören folgende Ciudadelas: Unión y Progreso, Los Artesanos, El Carmen, Nueva Aurora, Rumiñahui, El Paraíso und La Primavera.

### Hualtaco
Die Parroquia Hualtaco (⊙) liegt im Nordwesten des Stadtgebietes. Sie wird im Süden von der Vía La Huada und der Calle Velasco Ibarra begrenzt. Entlang der westlichen Verwaltungsgrenze verläuft der Canal Internacional, im Norden befinden sich die Mangrove-Küste. Die 180,9 ha große Parroquia ist in folgende Ciudadelas gegliedert: Puerto Hualtaco, Abdon Calderon, Las Américas, Jambelí, San Gregorio, Luz del Mundo, Simon Bolívar, Choferes Sportman, Brisas del Mar, Brisas del América, Asociacion de Empleados und San Rafael.

### Milton Reyes
Die Parroquia Milton Reyes (⊙) befindet sich im Westen des Stadtgebietes. Dort befindet sich die Kantonsverwaltung. Die 166,9 ha große Parroquia wird im Norden von der Calle Velasco Ibarra und der Avenida Hualtaco begrenzt, im Süden vom Canal Internacional sowie im Osten von der Calle Guayas. Zur Parroquia gehören folgende Ciudadelas: Primero de Mayo, Las Brisas, Juan Montalvo, 9 de Octubre, 24 de Mayo, Milton Reyes, Miraflores und El Cisne.

### Unión Lojana
Die Parroquia Unión Lojana (⊙) befindet sich im Osten des Stadtgebietes. Sie besitzt eine Fläche von 1112,8 ha. Sie grenzt im Westen von den Calles Juan León Mera und Los Shiris begrenzt. Im Südwesten befinden sich die Las Ladrilleras sowie die peruanische Staatsgrenze. In der Parroquia befinden sich folgende Ciudadelas: 12 de Octubre, Nuevos Horizontes, 16 de Julio, 8 de Septiembre, Jaime Roldos, Las Orquídeas, Union Lojana, San Francisco, Luz y Vida, La Floresta, Primero de Octubre, Los Ceibos, Lotización Los Angeles, La Alborada, El Dorado, Fernando Daquilema, El Bosque, Urdeza, Los Vergeles, Juan Nuñez Puertas, Campos Verdes, Los Girasoles, Manuel Aguirre, Ciudad Blanca, Conjunto Residential Rubi und Zona de Tolerancia.